# Пустинен игловръх
Пустинният игловръх (Alyssum desertorum) е вид растения от семейство Кръстоцветни (Brassicaceae). Разпространен е в Европа, Азия и Северна Африка и е интродуциран в Северна Америка. 

## Вариетети
- Alyssum desertorum var. desertorum
- Alyssum desertorum var. himalayensis
- Alyssum desertorum var. socolacicum